# Major Gercino
Major Gercino é um município brasileiro do Estado de Santa Catarina. Localiza-se a uma latitude 27º25'05" sul e a uma longitude 48º57'05" oeste, estando a uma altitude de 80 metros. Sua população estimada em 2011 era de 3 289 habitantes.
Possui uma área de 278,1 km². Os principais colonizadores que se instalaram são Alemães, Portugueses, Italianos e Poloneses. A hidrografia é constituída principalmente pelo Rio Tijucas, que passa pela cidade.

## Economia
Sua principal fonte de renda é o turismo e a fabricação artesanal de vinhos e espumantes.
Localiza-se a 100 km do litoral e fica próximo às cidades de São João Batista, São Pedro de Alcântara, Angelina e Nova Trento.
Um dos pontos mais visitados da cidade é a gruta feita de pedras de rio, e a pracinha central onde há o busto do Major Gercino.